# Јован Стејић
Јован Стејић (Арад, 1803 — Београд, 1853) био је први Србин свршени доктор медицине. Он је из Хабзбуршке монархије дошао да ради у обновљену Србију. Био је творац српске медицинске терминологије, први српски антрополог, главни секретар Државног совјета, борац за реформу српског језика и правописа, борац за права појединца и грађанина. Као припадник прве генерације српске стваралачке интелигенције своје знање и труд уложио је у културно просвећивање Срба и изградњу модерне српске државе у првој половини 19. века.
Заједно са др Карлом Пацеком један је оснивача српског грађанског санитета и 1831. издавач првог медицинског списа у Србији.

## Живот
Јован Стејић рођен је у Араду 1803. године. Након што је добио стипендију Саве Текелије, школовао се у Сегедину где је завршио средње образовање. Медицински факултет студирао је у Пешти. Докторирао је у Бечу 1829. године.
Како га је при крају студија медицине стипендирао господар Јеврем Обреновић, др Јован Стејић је по повратку у Србију прво дошао код њега у Шабац 1829. године. У Крагујевац је отишао 1830. године, након што га је Кнез Милош предложио за свог личног лекара и васпитача својих синова Милана и Михајла. Ову дужност обављао је од 1830. до 1832. године. После њега је ову дужност обављао лекар Нестор Месаровић који је студије медицине завршио у Пешти 1828. године.
Доктор Стејић је након штампање свог првог оригиналног списа, у коме је користио модерно слободоумно размишљање, „Сабор истине и поуке“, одступио од новоприхваћеног Вуковог правописа. Кнезу Милошу се, на такав начин Стејићевог писања, са жалбом обратио Вук Караџић писмом у ком је навео: „Тај спис је опаснији за Вас од прокламације Чарапића и учитеља Мије.“ Стејић је прихватио Вуково писмо, али је одбијао да се у писмо уносе црквено–словенске речи а ортографија коју је написао практично је онемогућила увођење Вуковог писма све до 1868. године.
Увређен овим поступком Вука Караџића, др Стејић је напустио Србију 1832. године и прешао у Земун где се осам година бавио приватном лекарском праксом. Повремено је долазио да помаже др Куниберту у лечењу Милошеве породице. Док је живео у Земуну јавља се 1837. године као сарадник Тироловог календара "Ураније".
Коначно се вратио се у Србију 1840, након Милошевог протеривања, када је постављен за шефа грађанског санитета (у Попечитељству внутрених дела), а 25. јуна 1845. године и за главног секретара Државног совјета. Ову дужност обављао је све до своје смрти 1853. године.
Доктор Стејић је по повратку у Србију, у Београду 1845. године подигао кућу са елегантним доксатом у Македонској 21 у којој је живео са породицом. Ова кућа у себи скрива једну супротност која није позната и многим београђанима. Наиме, Стејић који је за живота био заклети научник и просветитељ, врло критичан према религији, није могао ни да претпостави да ће наследници 1930. године, његову кућу продати београдским исусовцима, који су је претворили у манастир. У овом манастиру и данас живи троје исусоваца.

## Дело
Србија је 1829. имала пет лекара. Поред Јована Стејића, ову петорку чинили су Бартоломе Силвестар Куниберт, Ђорђе Новаковић из Јагодине, Глигорије Рибаков, Рус који је радио у Пожаревцу (који се изговарао да је изгубио диплому) и непознати турски лекар у Чачку. Међу овим лекарима, Јован Стејић се истицао јер је био личност изузетног квалитета. Те своје способности, не само као лекар већ и као књижевника, испољио је кроз стварање српског лекарског кадра, разноврсне културне, здравствене и друштвене делатности.
Заједно са Карлом Пацеком један је оснивача српског грађанског санитета и 1831. издавач првог медицинског списа у Србији (Поученије за лечење болести холере).
Такође је међу првима у Србији био заговарник идеје о макробиотичком начину исхране и живота. Превео је са немачког језика књигу „ Макровиотика, или наука о продужењу живота човеческог. Није штампарска грешка, јер је др Стејић тако изговарао реч макробиотика.
Јован Стејић се може сматрати и пиониром трансфузиологије о чему говори цитат доктор Будимир Павловић, кустоса Музеја медицине Српског лекарског друштва у Београду,
| „ | У књизи под називом „Макровиотика”. Јован Стејић, је разматрао шта би се десило када би се у тело старца убризгала крв младића. Књига је из 1856. године, из доба када се у Европи ни издалека није размишљало о трансфузији, тако да то сматрамо претечом приче о трансфузији, која је кренула да се примењује тек за време Првог светског рата. | ” |

## Дела
Књижевни рад др Јован Стејић на пољу телесне и духовне хигијене може се упознати кроз неке од наслова:
- Макровиотика или Наука о продуженію живота човеческог, Стејићев превод са додацима, дела аутора Христова Вилхелма Хуфеланда (Беч, Типографија конгрегација Махитариста 1826)
- Мудра изреченија из разних писаца (1835)
- Умотворине различитости (1839)
- Шта треба јести и пити (1842)
- О држави, из Веберовог Демокрита (1847)
- Европа, из државног речника Ротека и Велкера (1849)
- Критика на Вуков превод Новог Завјета (1850)
- Антропологија или наука о човеку (1853)
- Предлог за Србски ријечник и Србску граматику (1866)
- Домаћи лекар и правила за болеснике 3. издање Београд (1870)
- Забаве за разум и срце и друго

## Галерија
- Прва страна четврте књиге Забаве за разум и срце (1836)
- Прва страна Новог прилога за душевну забаву (1839)
- Кућа Јована Стејића, Македонска 23, данас Црква Светог Петра у Београду